# Grif
En grif er et fabeldyr med krop som en løve og hoved, hals og vinger som en ørn. Dens navn menes at stamme fra det oldsemitiske ord krb (= kerub), der blev lånt ind i græsk i formen gryps eller grypos som betegnelse for de griffer, der dukkede op i græsk kunst på 600-tallet f.Kr. Latin overtog ordet i formen gryphus. Fra tysk Greif kom ordet ind i dansk i formene "grib" og "grif". 
Der findes 3 slags griffe:
1. Løvegriffen – den har løveforkrop og hoved, vinger og bagkrop som en ørns. Denne grif tog specielt perserne til sig.
2. Slangegriffen – den har løvekrop (dog ofte skællet) og løveforben, men har for det meste fuglebagben. Dens hoved er en hornet slanges og sidder på en stærkt slynget hals. Som hale kan den have endnu en slange (ligesom Kerberos, den trehovedede hund der bevogter Hades' porte); desuden har den ofte vinger.
3. Fuglegriffen – med forkrop som en ørn og bagkrop som en løve (tit har den dog også ører som en kat). Dette er den type grif, man ser i europæisk tradition. Som type er den urgammel og forekommer fx på en 5.000 år gammel seglsten fra Susa i det vestlige Iran. 
Griffen er et af de mest kendte fabeldyr i verden og et af de ældste (den har været kendt i over 6000 år).
Griffen bevogter typisk skatte og hellige steder. Den holder sig til øde steder, som fx ørkner. De gamle ægyptere kendte godt til griffen og betragtede den som et virkeligt dyr.
I Dantes værk Den Guddommelige Komedie møder digteren sin ungdomskærlighed Beatrice i en triumfvogn (symboliserende kirken) trukket af Kristus, der her har antaget skikkelse af en grif.  Kevin Chippendale så angiveligt en grif flyvende over sig på Braemar Road i Brentford (en forstad ved floden Themsen i det vestlige London) så sent som i 1984. 
Griffe anvendes flere steder i logoer og våbenskjolde, blandt andet i Bornholms Regionskommunes våbenskjold (der er overgået fra Bornholms Amt ved den bornholmske kommunesammenlægning), i Skåne läns våbenskjold (Skånegriffen) og (inspireret fra Skåne) i lastbilfabrikken Scanias logo. Scania og Saab har haft samme ejer, hvorved griffen også ses på mange årgange fra Saab. Enkelte Scania og Saab-modeller har begge bilmærker skrevet i mønsteret rundt om griffen.
Flere tror at logoet på Peugeot-biler er en grif, men ifølge Peugeot selv er der her tale om en ægte løve.
Griffen har en nær slægtning der ligner den meget: Hippogriffen.